# Hatsukanezumi no jikan
Hatsukanezumi no jikan (ハツカネズミの時間); souvent traduit en anglais sous le nom "The Hour of the Mice", et en français sous le nom "Le temps des souris") est un manga de Kei Tōme, prépublié dans le magazine Afternoon de l'éditeur Kōdansha, après avoir commencé dans le magazine Morning du même éditeur. La série a été éditée en 4 volumes reliés, sortis entre 2005 et 2008. Il n'a pas encore été édité en français.

## Bref résumé de l'histoire
L'académie Soryo est un prestigieux établissement coupé du monde où sont formées les futures élites du Japon. C'est dans cet endroit que vivent Maki et ses camarades depuis leur plus jeune âge, effectuant leurs études sans trop se poser de questions. Un jour, une nouvelle élève du nom de Kiriko attire l'attention de Maki. Il est persuadé qu'elle était dans sa classe il y a des années, mais personne d'autre que lui ne semble n'en souvenir. À force de questions, Maki parvient à faire avouer la vérité à la jeune fille. Cette académie est en réalité un centre d'expérimentations top secret visant à tester de nouveaux médicaments, et les élèves en sont les cobayes. Kiriko avait réussi à s'en échapper lorsqu'elle avait 5 ans, mais pour une raison inconnue, elle a dû revenir. À présent, tout ce qu'elle veut est sortir à nouveau de cet endroit. Maki acceptera-t-il de l'aider ?

## Liste des personnages
- Maki Takano : le personnage principal. Il est le seul à se souvenir de Kiriko, et est conscient qu'une douleur l'engourdit lorsqu'il essaie d'accéder à certains souvenirs. Sa vision des couleurs est déficiente.
- Ryo Arayama : un des amis de Maki. Il souffre de migraines durant lesquelles ses sens s'aiguisent temporairement. Pendant ces instants, il devient alors capable de réaliser des prédictions météorologiques précises.
- Mei Sonokura : elle fait également partie du groupe d'amis de Maki, et c'est la plus jeune d'entre eux. Semblant assez craintive, elle souffre d'anémie. C'est sans doute ce qui cause la pâleur de sa peau, de ses cheveux et de l'un de ses yeux.
- Natsume Muroki : au début de l'histoire, on apprend qu'il a tenté de sortir de l'enceinte de l'académie, ce qui lui vaut 3 jours de détention. On sait aussi qu'il est en train d'écrire un roman. Enfin, il fait partie du même groupe d'amis que les personnages précédents.
- Kiriko Hinatsu : on la reconnaît immédiatement grâce à ses longs cheveux noirs et son regard hautain. Récemment transférée à l'académie, elle n'est pourtant pas complètement nouvelle dans l'établissement puisqu'elle y était jusqu'à l'âge de 5 ans. On ne connaît pas les raisons de son retour, ni pourquoi elle est courant du secret de l'académie. Une chose est sûre cependant, elle est déterminée à quitter cet endroit.